# Angaradébou
Angaradébou ist ein Arrondissement im Departement Alibori in Benin. Es ist eine Verwaltungseinheit, die der Gerichtsbarkeit der Kommune Kandi untersteht. Gemäß der Volkszählung von 2013 hatte Angaradébou 30.117 Einwohner, davon waren 14.845 männlich und 15.272 weiblich.
Durch Angaradébou läuft die Fernstraße RNIE2, die in nördlicher Richtung nach Gogounou und in südlicher Richtung nach Kandi, die Hauptstadt des Departements Alibori, führt.